# 394 Arduina
394 Arduina este un asteroid din centura principală, descoperit pe 19 noiembrie 1894, de Alphonse Borrelly.